# Khata
| Tibetische Bezeichnung                                    |
| --------------------------------------------------------- |
| Tibetische Schrift: ཁ་བཏགས                                |
| Wylie-Transliteration: kha btags                          |
| Aussprache in IPA: [kʰatak]                               |
| Offizielle Transkription der VRCh: Kadag                  |
| THDL-Transkription: Khatak                                |
| Andere Schreibweisen: Kata, Katak, Khatag, Kathak, Kathag |
| Chinesische Bezeichnung                                   |
| Traditionell: 哈達                                        |
| Vereinfacht: 哈达                                         |
| Pinyin:Hādá                                               |

Die Khata, auch Khatag, Katakh, Khatak, Khadag, Haddak oder chinesisch Hada (哈达) ist ein traditioneller Begrüßungsschal, der in Tibet meist aus weißer Seide – als Symbol für das reine Herz des Überreichenden – und in der Mongolei in hellem Blau – das den Himmel symbolisiert – angefertigt wird. 
Sie steht für Glück, Wohlwollen und Mitgefühl.

## Verwendung

Ngapoi Ngawang Jigmê überreicht Mao Zedong eine Khata

Khatas werden oft von einem Gast an seinen Gastgeber überreicht, um dem Beginn einer Begegnung eine positive Note zu geben. Religiösen Statuen, Lamas und Regierungsvertretern werden Khatas überreicht, bevor sie beispielsweise um Hilfe gebeten werden. In diesen Fällen symbolisiert die Khata, dass das Gesuch frei von negativen Gedanken oder Motiven ist. Umgekehrt kann auch ein Lama seinen Schülern oder Gästen eine Khata überreichen, oder einem Lama wird eine Khata überreicht und dieser schenkt sie wieder zurück.
Des Weiteren werden Khatas anlässlich von Hochzeiten, Beerdigungen, Geburten, Schulabschlüssen oder zum Abschied überreicht. Neben den am häufigsten verwendeten Farben Weiß und Blau gibt es auch Khatas in Rot, Grün und Gelb, beziehungsweise Gold.

## Arten
Khatas werden in acht Arten unterteilt:
- Khatas in drei verschiedenen Größen aus Seide mit eingewebten buddhistischen Symbolen
- mongolische Khatas in hellem Blau
- Ashi khata aus reiner Seide
- Subshi aus Baumwolle
- Sothar
- Khachi

## Klaus Kinkel, 1995
In der Politik in Deutschland ist die Khata vorrangig dadurch bekannt geworden, dass Außenminister Klaus Kinkel 1995 anlässlich eines Besuchs des Dalai Lama – aufgrund eines Missverständnisses oder aus Unkenntnis der tibetischen Gebräuche – die Annahme des Begrüßungsschals verweigerte.

## Adaptionen
Durch den Mongoleiforscher und Kinderbuchautor Fritz Mühlenweg ist der Haddak unter dieser Bezeichnung in der bündischen Jugend bekannt geworden. Fritz Mühlenweg beriet und unterstützte die Grauen Reiter 1954 bei den Vorbereitungen und der Durchführung ihres Steppenlagers am Hohenkrähen mit über 2000 Teilnehmern. Die Steppenromantik der Mongolei hat bei den Pfadfindern nachhaltigen Eindruck hinterlassen. Seitdem wird der Brauch, einen Haddak zu überreichen, bei vielen deutschen Pfadfinderverbänden bis heute gepflegt. Haddak ist auch der Name der Bundeszeitschrift des Deutschen Pfadfinder*innenbundes Mosaik.
In Osttimor hat es sich vor allem bei staatlichen Institutionen seit der Unabhängigkeit 2002 eingebürgert, wichtige Besucher mit einem Tais zu begrüßen, den man ihnen um die Schultern legt.